# Kolumbiak
Kolumbiak (Chilomys) – rodzaj ssaków z podrodziny bawełniaków (Sigmodontinae) w obrębie rodziny chomikowatych (Cricetidae).

## Rozmieszczenie geograficzne
Rodzaj obejmuje gatunki występujące w Andach w Kolumbii, Ekwadorze, Wenezueli i Peru.

## Morfologia
Długość ciała (bez ogona) 86–100 mm, długość ogona 95–140 mm, długość ucha 14–18 mm, długość tylnej stopy 22–25 mm; masa ciała 15–26 g.

## Systematyka
Rodzaj zdefiniował w 1897 roku angielski zoolog Oldfield Thomas w artykule zatytułowanym Osobliwy rodzaj dla „Oryzomys” instans, opublikowanym w czasopiśmie „The Annals and magazine of natural history”. Gatunkiem typowym jest (oznaczenie monotypowe) kolumbiak leśny (C. instans).

### Etymologia
Chilomys: gr. χειλος kheilos, χειλεος kheileos ‘warga, usta’; μυς mus, μυος muos ‘mysz’.

### Podział systematyczny
Do rodzaju należą następujące gatunki:
| Grafika | Gatunek                | Autor i rok opisu                                     | Nazwa zwyczajowa | Podgatunki         | Rozmieszczenie geograficzne | Podstawowe wymiary                                | Status IUCN |
| ------- | ---------------------- | ----------------------------------------------------- | ---------------- | ------------------ | --- | ------------------------------------------------- | ----------- |
|         | Chilomys fumeus        | Osgood, 1912                                          |                  | gatunek monotypowy | Andy w północnej Kolumbii i zachodniej Wenezueli; zakres wysokości: 1830–2700 m n.p.m.                                            | DC: 8,8–9,9 cm DO: 12–13 cm MC: 15–22 g           | NE          |
|         | Chilomys instans       | (O. Thomas, 1895)                                     | kolumbiak leśny  | gatunek monotypowy | 3 andyjskie pasma od zachodnio-środkowej Kolumbii do północno-zachodniego Peru; zakres wysokości: 1100–4000 m n.p.m.              | DC: 8,6–9,9 cm DO: 10,5–13 cm MC: 15–26 g         | LC          |
|         | Chilomys carapazi      | J. Brito & Pardiñas, 2022                             |                  | gatunek monotypowy | endemit Ekwadoru: znany tylko z miejsca typowego w rezerwacie Drácula (Carchi); zakres wysokości: około 2350 m n.p.m.             | DC: około 9,5 cm DO: około 9,5 cm MC: brak danych | NE          |
|         | Chilomys georgeledecii | J. Brito, Tinoco, R. García, C. Koch & Pardiñas, 2022 |                  | gatunek monotypowy | endemit Ekwadoru: znany z kilku miejsc w rezerwacie Drácula (Carchi); zakres wysokości: 1502–2350 m n.p.m.                        | DC: 8,3–9 cm DO: 12–14 cm MC: brak danych         | NE          |
|         | Chilomys neisi         | J. Brito, Tinoco, R. García, C. Koch & Pardiñas, 2022 |                  | gatunek monotypowy | endemit Ekwadoru: dwa miejsca w Zamora-Chinchipe i El Oro; zakres wysokości: 2500–2900 m n.p.m.                                   | DC: 9,5–10 cm DO: 12,8–13,6 cm MC: brak danych    | NE          |
|         | Chilomys percequilloi  | J. Brito, Tinoco, R. García & Pardiñas, 2022          |                  | gatunek monotypowy | endemit Ekwadoru: znany z kilku miejsc na wschodnim zboczu Andów od Napo do Morona Santiago; zakres wysokości: 1600–4050 m n.p.m. | DC: 7,6–9 cm DO: 11,8–13,3 cm MC: brak danych     | NE          |
|         | Chilomys weksleri      | J. Brito, R. García, C.M. Pinto & Pardiñas 2022       |                  | gatunek monotypowy | endemit Ekwadoru: Kordyliera Zachodnia między Pichincha i Cotopaxi; zakres wysokości: 1600–3200 m n.p.m.                          | DC: 7,4–8,5 cm DO: 10,3–12,1 cm MC: brak danych   | NE          |

Kategorie IUCN:  LC  – gatunek najmniejszej troski;  NE  – gatunki niepoddane jeszcze ocenie.